# Philipp Siegfried
Philipp Ignaz Siegfried (* 29. Dezember 1767 in Rauenthal (Rheingau); † 20. Dezember 1845 ebenda) war ein deutscher Landwirt und Mitglied des Nassauischen Landtags.   

## Leben
Philipp Siegfried wurde als Sohn des Schöffen Johann Benedict Siegfried (1741–1807) und dessen Ehefrau Ursula Eleonra Uebel (1743–1822) geboren.
Er war als Landwirt tätig, als er am 18. März 1833 als Nachfolger seines Schwagers 
Nikolaus Kindlinger aus der Gruppe der Grundbesitzer des Wahlkreises Wiesbaden ein Mandat für die Zweite Kammer des Nassauischen Landtags erhielt. Am 3. April 1834 legte er aus Alters- und Gesundheitsgründen sein Mandat nieder. Nachfolger wurde Friedrich Gustav Habel.
Kindlinger gehörte zu der Gruppe der 15 Deputierten (von 22 Abgeordneten), die aus Protest gegen den Pairsschub von 1831 im Rahmen des Nassauischen Domänenstreites den Landtag boykottierten. Aus diesem Grund wurde ihm das Mandat entzogen.